# 9 Dywizja Artylerii Obrony Przeciwlotniczej
9 Dywizja Artylerii Obrony Przeciwlotniczej (9 DA OPL) – związek taktyczny artylerii przeciwlotniczej ludowego Wojska Polskiego.

## Formowanie i zmiany organizacyjne
W związku z przejściem Wojska Polskiego na etat pokojowy, rozkazem nr 0236 Naczelnego Dowódcy WP z 8 września 1945 roku dotychczasowa 3 Łużycka Dywizja Artylerii Przeciwlotniczej została rozformowana, a na jej bazie został utworzony 86 Łużycki pułk artylerii przeciwlotniczej. Pułk został dyslokowany do Legionowa, z zadaniem osłony przeciwlotniczej Warszawy. Na początku 1950 roku 86 paplot został przeformowany w 86 pułk artylerii OPL. Latem 1950 roku, w oparciu o ten pułk, została sformowana 9 Dywizja Artylerii Obrony Przeciwlotniczej.
W 1962 roku 9 DA OPL została przemianowana na 9 Dywizję Artylerii Obrony Powietrznej Kraju, a w 1967 roku na 3 Łużycką Dywizję Artylerii Obrony Powietrznej Kraju. W tym czasie dowództwo dywizji i jej 83 dywizjon dowodzenia stacjonowały w koszarach przy ul. 11 Listopada. 
W 1991 roku dywizja została przeformowana w 3 Warszawską Brygadę Rakietową Obrony Powietrznej.

## Struktura organizacyjna
W skład dywizje weszły:
- dowództwo i sztab
- bateria dowodzenia;
- trzy pułki artylerii OPL średniego kalibru (86, 87 i 94 pa OPL);
- 64 pułk artylerii OPL małego kalibru;
- Podoficerska Szkoła Artylerii nr 17.

Dywizja liczyła 4200 żołnierzy.
W 1951 roku dowództwo i wszystkie oddziały dywizji rozlokowano w Warszawie.
- dowództwo 9 Dywizji Artylerii OPL w Cytadeli (budynek nr 3)
- 64 pułk artylerii OPL na Czerniakowie
- 86 pułk artylerii OPL na Bródnie
- 87 pułk artylerii OPL na Służewcu
- 94 pułk artylerii OPL na Bielanach

Ponadto w skład dywizji włączono 142 pułk reflektorów.
Stan osobowy dywizji zwiększył się do 4300 żołnierzy. 